# Medoria glabra
Medoria glabra là một loài ruồi trong họ Tachinidae.